# (190617) Alexandergerst
(190617) Alexandergerst ist ein Asteroid des mittleren Hauptgürtels, der am 19. November 2000 vom deutschen Amateurastronomen Jens Kandler an der sächsischen Volkssternwarte Drebach (IAU-Code 113) entdeckt wurde.
Er gehört zur Astraea-Familie, einer Gruppe von Asteroiden, die nach (5) Astraea benannt ist. Die Umlaufbahn des Asteroiden um die Sonne hat mit 0,2933 eine hohe Exzentrizität.
Der Asteroid wurde am 5. März 2015 nach dem Astronauten und Geophysiker Alexander Gerst benannt.